# بروئه-لا-بوئیسییر
شهر بروئه-لا-بوئیسییِر (به فرانسوی: Bruay-la-Buissière) در شهرستان پا-دو-کاله در ناحیه شمال کاله با جمعیت ۲۳٬۸۱۳ نفر در کشور فرانسه واقع شده‌است